# Nature Ecology and Evolution
Nature Ecology and Evolution est une revue scientifique britannique spécialisée dans les aspects de la recherche en écologie. Nature Ecology and Evolution est une revue de haut niveau publiée en anglais une fois par mois depuis janvier 2017.